# Pilawita-(Y)
La pilawita-(Y) és un mineral de la classe dels silicats. Rep el nom de la ciutat de Piława Górna, Polònia, on es troba la localitat tipus.

## Característiques
La pilawita-(Y) és un nesosilicat de fórmula química Ca₂Y₂Al₄(SiO₄)₄O₂(OH)₂. Va ser aprovada com a espècie vàlida per l'Associació Mineralògica Internacional el 2013, sent publicada l'any 2015. Cristal·litza en el sistema monoclínic. La seva duresa a l'escala de Mohs és 5.
L'exemplar que va servir per a determinar l'espècie, el que es coneix com a material tipus, es troba conservat a les col·leccions del museu mineralògic de la Universitat de Breslau, Polònia, amb el número de catàleg: mmwr iv7676.

## Formació i jaciments
Va ser descoberta a la pegmatita Julianna de la pedrera DSS Piława Górna, a la localitat de Piława Górna, dins el comtat de Dzierżoniów (Voivodat de Baixa Silèsia, Polònia). També ha estat descrita a la pedrera Åskagen, al districte miner de Persberg (Värmland, Suècia). Aquests dos indrets són els únics de tot el planeta on ha estat descrita aquesta espècie mineral.